# Trópusimadár-alakúak
A trópusimadár-alakúak (Phaethontiformes) a madarak (Aves) osztályának egyik rendje.
A rendbe tartozó tengeri madarakat korábban a gödényalakúak (Pelecaniformes) rendjébe sorolták be, de az újabb alaktani- és DNS-vizsgálatok alapján a kutatók megtudták, hogy a trópusimadár-alakúak egy egészen más madárcsoportot alkotnak. A többi madárcsoporttal való rokonságuk még nem tisztázott, de úgy tűnik, hogy nincsen ma is élő, közelebbi rokonuk.

## Rendszertani besorolásuk és kifejlődésük
Korábban ezt a madárrendet a gödényalakúak közé sorolták. A Sibley–Ahlquist-féle madárrendszertan szerint a Pelecaniformesokat egyéb csoportokkal együtt egy nagy „Ciconiiformes” csoportba foglalták össze; azonban az újabb kutatások szerint ez a nagy csoport parafiletikus csoportnak bizonyult, azaz a csoport tagjai visszavezethetők egy közös ősre, viszont a csoport maga nem tartalmazza annak a bizonyos legközelebbi közös ősnek az összes leszármazottját, emiatt szétválasztották.
A legújabb kutatások szerint a gödényalakúak rendje is egy parafiletikus csoport. Manapság a Phaethontiformes rendet és a fosszilis Prophaethontidae családot többé nem sorolják az előbb említett rendbe; ezeknek a madaraknak nincsenek közeli ma is élő rokonaik. Az ezredforduló táján e madarakat a viharmadár-alakúakkal (Procellariiformes) akarták rokonítani, de a 2004-ben végzett molekuláris vizsgálatok következtében ez a rokonítás alaptalannak bizonyult; a Phaethontiformesokat pedig a Metaves kládba helyezték.
2014-ben Jarvis és társai DNS-vizsgálatokat végeztek a mai madarak körében; felfedezésüket a „Whole-genome analyses resolve early branches in the tree of life of modern birds” (A genom teljes vizsgálata meghatározza a modern madarak családfájának a korai ágait) című írásban adták ki. Ebből a kutatásból kitudódott, hogy a trópusimadár-félék legközelebbi rokonai a guvatgém (Eurypyga helias) és a kagu (Rhynochetos jubatus). A két rokon klád együttvéve az alapja az úgynevezett „alapi vízimadár”, az Aequornithes nevű csoportnak. E csoport megalkotásával a Metaves elmélet el lett vetve.

## Rendszerezésük
A rendbe az alábbi 1 élő család és 1 fosszilis család tartozik:
- trópusimadár-félék (Phaethontidae) Brandt, 1840
- Prophaethontidae Harrison & Walker, 1976[8][9]

### Fordítás
- Ez a szócikk részben vagy egészben  a   Phaethontiformes című angol Wikipédia-szócikk ezen változatának fordításán alapul.  Az eredeti cikk szerkesztőit annak laptörténete sorolja fel. Ez a jelzés csupán a megfogalmazás eredetét és a szerzői jogokat jelzi, nem szolgál a cikkben szereplő információk forrásmegjelöléseként.